# Edith Cavell

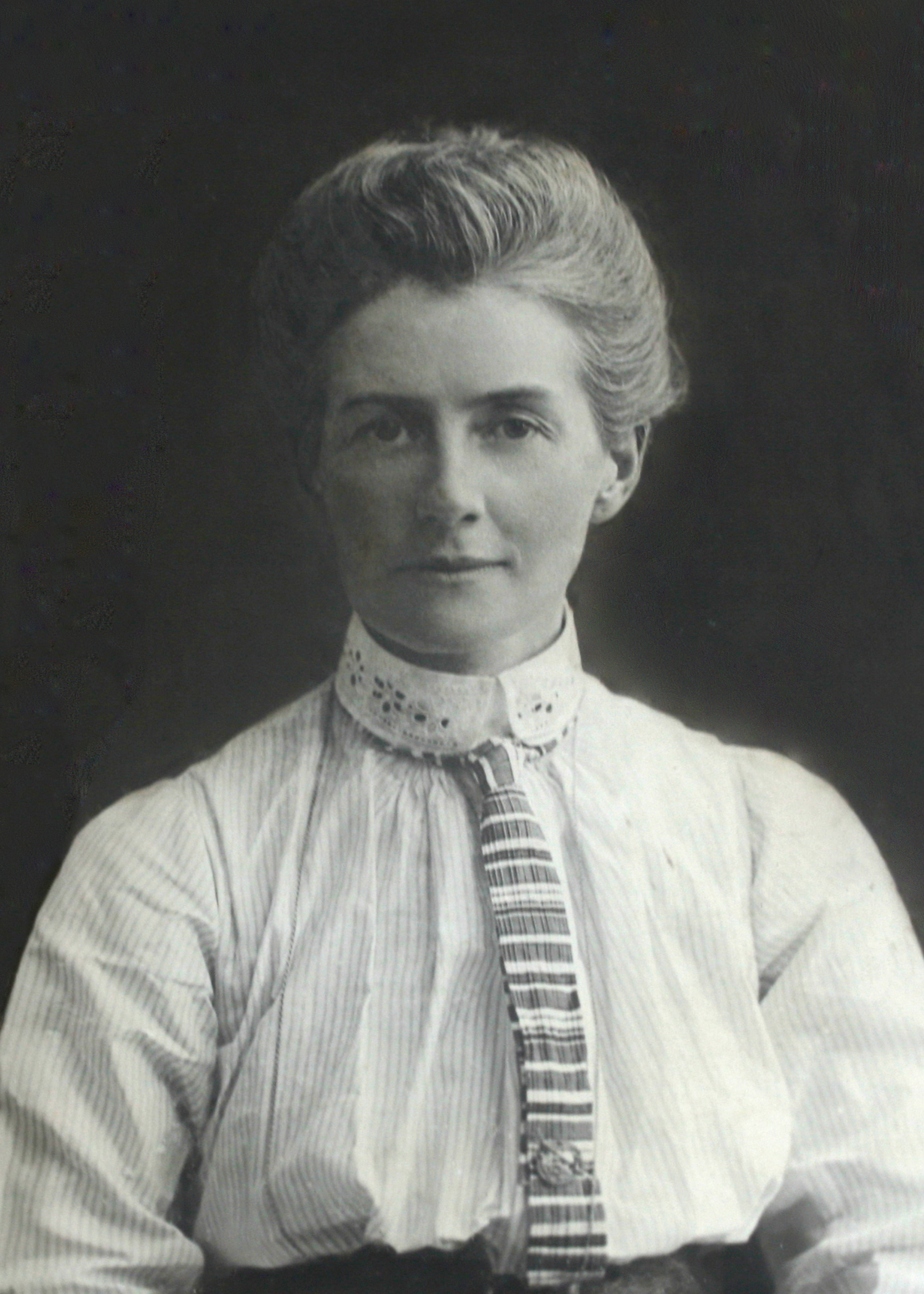
Edith Cavell

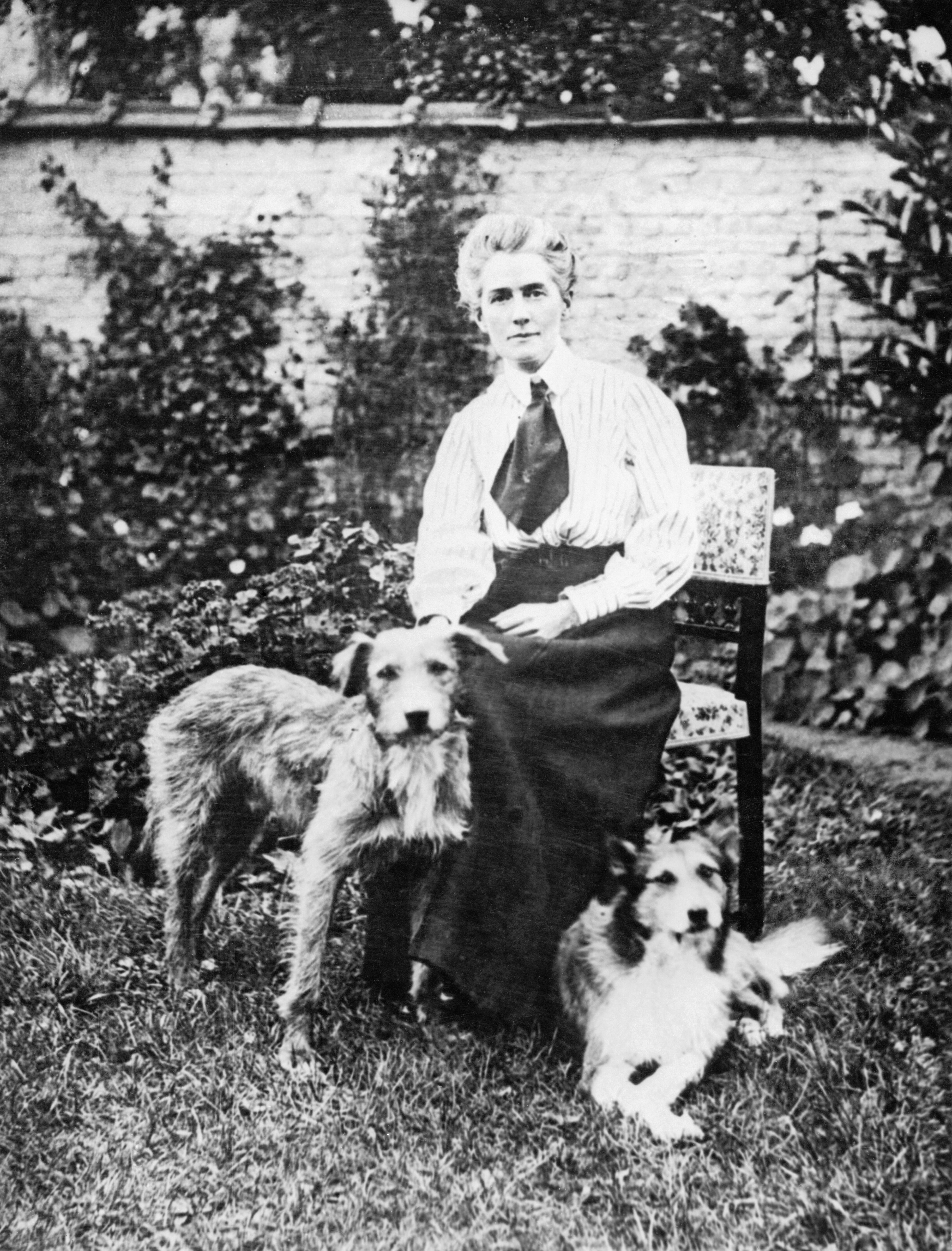
Cavell in de tuin met haar twee honden, vóór het uitbreken van de Eerste Wereldoorlog

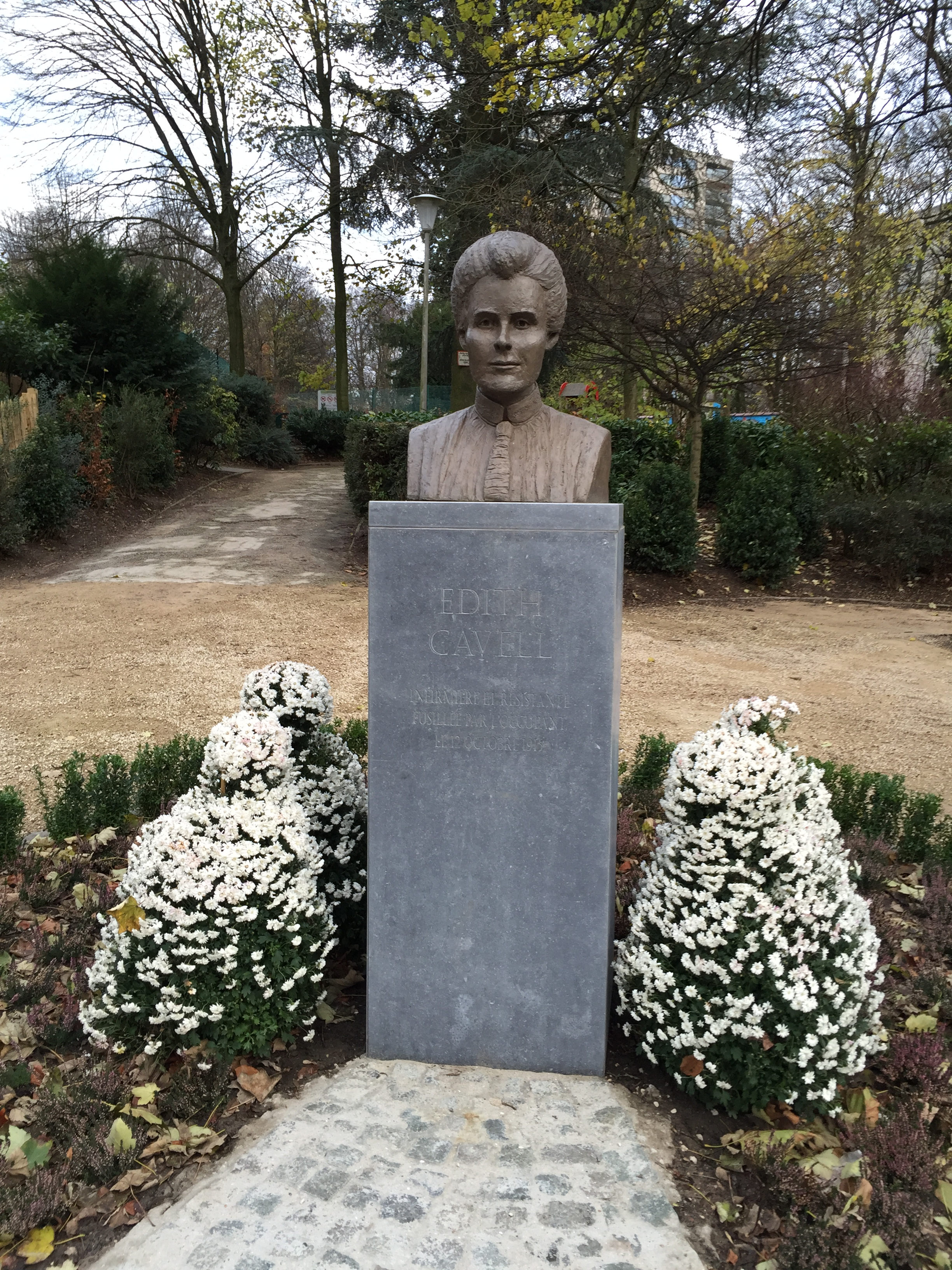
Edith Cavell (Ukkel 2015).

Edith Louisa Cavell (Swardeston, Norfolk, 4 december 1865 - Schaarbeek, 12 oktober 1915) was een Britse verpleegster die tijdens de Eerste Wereldoorlog in België door een Duits vuurpeloton werd gefusilleerd.

## Biografie
Edith was de oudste dochter van Frederick Cavell (een Anglicaanse dominee) en Louisa Sophia Warming.
Vanaf 1884 ging ze naar school in Kensington, Clevedon, en daarna aan Laurel Court (Peterborough). In 1886 was ze twee jaar gouvernante, tot ze een kleine erfenis kreeg en met dat geld besloot naar het vasteland te trekken, naar Oostenrijk en Beieren om uiteindelijk in 1890 gouvernante te worden bij een Brusselse familie.
In 1895 keerde ze terug naar haar vaderland om haar zieke vader te verzorgen, waardoor ze interesse kreeg voor de verpleegkunde. Vervolgens behaalde ze in 1898 het diploma van verpleegster aan het Royal London Hospital.
Edith Cavell trok in 1907 opnieuw naar Brussel, waar zij een baan aanvaardde, aangeboden door dokter Depage, om aan het hoofd te staan van de door hem net opgerichte verpleegstersschool École Belge d'Infirmières Diplômées in zijn Berkendaelinstituut aan de Cultuurstraat in Elsene. In die tijd wekte het nog weerstand op dat een vrouw werkte, maar toen de Belgische koningin Elisabeth haar arm brak en naar een verpleegster uit die school vroeg, verwierf de school haar aanzien en status.
Toen de Eerste Wereldoorlog uitbrak, werd het ziekenhuis een Rode Kruishospitaal en droeg Cavell haar verpleegsters op alle gewonden te verzorgen, ongeacht hun nationaliteit.
Begin september 1914, toen ze Britse soldaten verzorgde en ook hielp vluchten, begon ze daarnaast te werken voor de Britse geheime dienst. Ze organiseerde ontsnappingsroutes voor (een 200-tal) Belgische, Britse en Franse soldaten over de Nederlandse grens. Daarnaast verzamelde ze militaire inlichtingen door gewonde Duitse soldaten uit te horen.
Voor haar contacten met de geheime diensten reisde ze regelmatig naar Gent waar ze in café "De Stad Oudenaarde" verbleef, op de hoek van de Kortrijksesteenweg en de Baliestraat.
Toen in Brussel Philippe Baucq werd opgepakt met een lijst waarop Cavells naam stond, werd ze op 5 augustus 1915 door Polizeistelle B Brüssel aangehouden. Ondanks pogingen van de Amerikaanse ambassadeur in Brussel Brand Whitlock om de Duitsers tot gratieverlening te bewegen, en zelfs van Duitse kant (waaronder de civiele gouverneur, baron von der Lancken), waar gepleit werd voor een lichte straf omdat ze ook Duitse soldaten had verzorgd, werd ze op 12 oktober gefusilleerd op de Nationale Schietbaan in Schaarbeek, waar ze begraven werd. Haar laatste woorden waren "Nu ik hier sta, in het zicht van de Heer en de eeuwigheid, besef ik dat vaderlandsliefde niet genoeg is. Ik moet ook geen haat of bitterheid voor wie dan ook voelen."
Haar dood veroorzaakte in 1915 internationale verontwaardiging, mede dankzij de Britse propaganda die haar afbeeldde als een onschuldige, reddende engel à la Florence Nightingale.
In mei 1919 werd haar stoffelijk overschot opgegraven. Er werd een plechtigheid georganiseerd waarop ook koning Albert I van België aanwezig was, en daarna werd haar stoffelijk overschot gerepatrieerd naar Westminster Abbey voor een plechtigheid. Hierna werd het overgebracht naar de kathedraal van Norwich, waar Cavell nu begraven ligt in het oostelijk gedeelte.

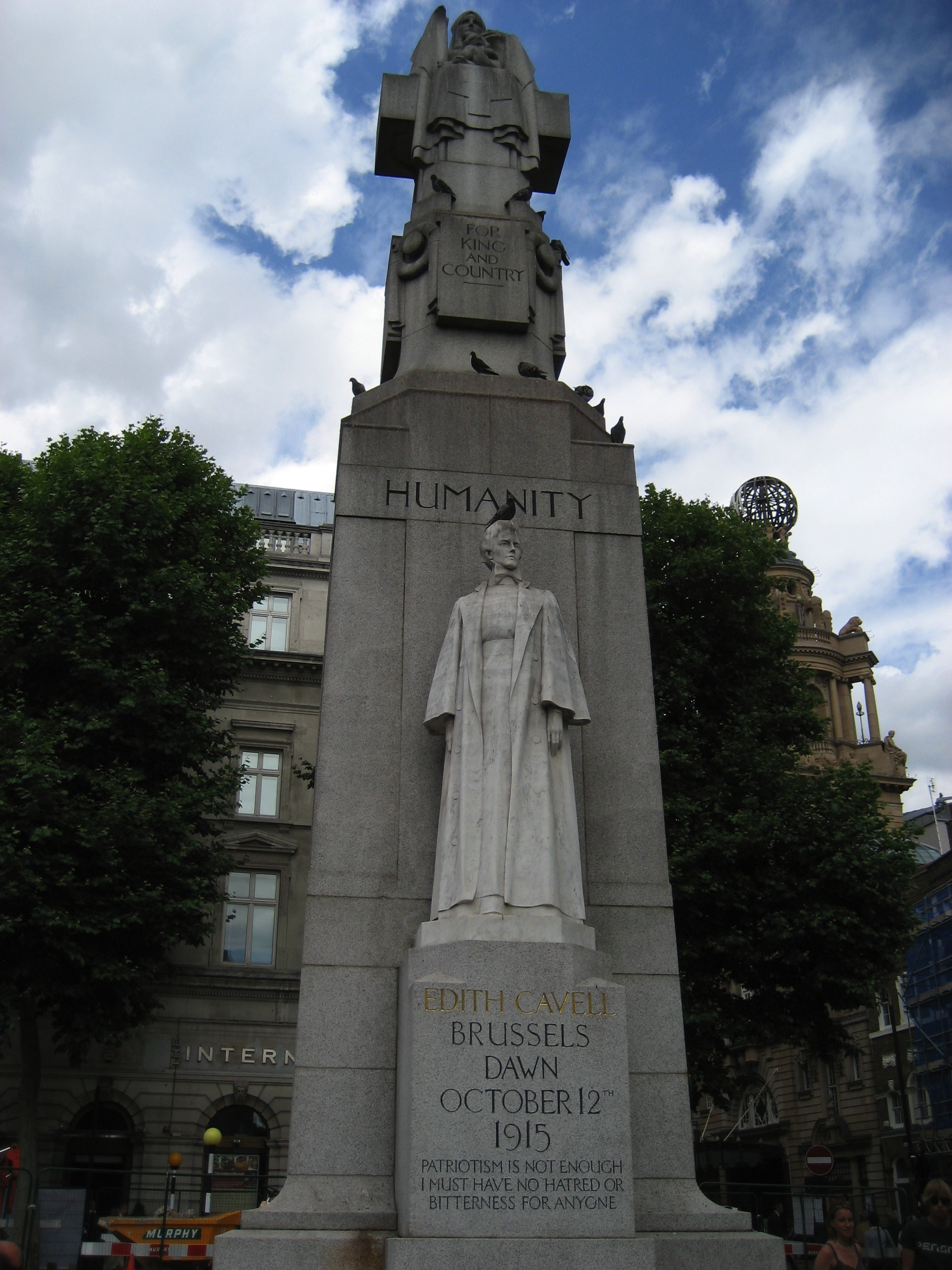
Standbeeld van Cavell in Londen

## Gedachtenis

#### In België
- In 1915 werd in Ukkel een nieuwe verpleegstersschool annex ziekenhuis naar haar genoemd. Het Edith Cavell Ziekenhuis (dat nu deel uitmaakt van de CHIREC-hospitaalgroep) nam de activiteiten van het voormalige Rodekruishospitaal in Brussel over. In de tuin voor deze nieuwbouw staat een monumentale beeldengroep van architect Paul Du Bois ter ere van haar en Marie Depage.[5]
- Zowel in België (Oostende, Gent, Brussel, Brecht) als in Frankrijk, Verenigde Staten, Zuid-Afrika werden straten, pleinen en ziekenhuizen naar haar genoemd.
- Aan de Kortrijksesteenweg 128 in Gent, op de plaats waar vroeger het café "De Stad Oudenaarde" stond, hangt nu een gedenkplaat.[6]
- In de Belgische senaat werd haar 100ste sterfdag herdacht op 12 oktober 2015.
- Op maandag 12 oktober 2015 werd door prinses Astrid van België en prinses Anne van Groot-Brittannië een borstbeeld van Cavell onthuld in het Montjoiepark in Ukkel.

#### In het buitenland
- In Londen kreeg ze een standbeeld op St. Martin's Place in de buurt van de National Portrait Gallery.
- Bij Trafalgar Square is een monument geplaatst dat aan haar moed gewijd is.
- In 1916 werd een 3363 meter hoge berg in het Canadese Jasper Nationaal park (Rocky Mountains Canada) en wandelpad naar haar vernoemd. Een gedenkteken met haar foto staat aan het begin van het wandelpad over de Edith Cavell Meadows.
- Op de planeet Venus werd in 2003 de Cavell Corona naar haar genoemd.
- In 2015 kreeg Cavell een nieuwe graf aan de kathedraal van Norwich. Het nabijgelegen oude graf bleef bewaard waardoor ze nu twee grafzerken heeft.[7]
- In Inverness is Cavell Garden, een plantsoen dat onderdeel is van het Eerste Wereldoorlogsmonument, naar haar vernoemd.

Na Cavells gewelddadige dood werd Édith een populaire voornaam voor meisjes in Frankrijk en België; Édith Piaf is de bekendste van hen.